# بانورته
بانورته (به اسپانیایی: Banorte) مختصر شده؛ بانکو مرکانتیل دل‌نورته به‌معنی بانک بازرگانی شمالی شرکت خدمات مالی و بانکداری مکزیکی است، که در زمینه ارائه خدمات بانکداری خرد، بانکداری سرمایه‌گذاری، خدمات بیمه و مزایای بازنشستگی فعالیت می‌کند.
بانک بانورته در سال ۱۸۹۹ به‌عنوان بازوی بانکداری گروه خدمات مالی بانورته تأسیس شد و در حال حاضر به‌عنوان پنجمین بانک بزرگ مکزیک شناخته می‌شود، همچنین تنها بانک تمام مکزیکی است، که شعبه‌ای از بانک‌های بزرگ بین‌المللی در مکزیک نمی‌باشد.
شعبه مرکزی این بانک در شهر مونتری، مکزیک قرار دارد و بخشی از سهام آن در بورس اوراق بهادار مکزیک معامله می‌شود. گوئیلرمو اورتیز مارتینز رییس هیئت مدیره بانک بانورته، اکثریت سهام این بانک را در اختیار دارد.